# Nyssodrysternum pictulum
Nyssodrysternum pictulum es una especie de escarabajo longicornio del género Nyssodrysternum, tribu Acanthocinini, subfamilia Lamiinae. Fue descrita científicamente por Bates en 1881.

## Descripción
Mide 7,4 milímetros de longitud.

## Distribución
Se distribuye por Guatemala y México.